# Kathleen Reinhardt
Kathleen Reinhardt (geb. in Sondershausen) ist eine deutsche Kunsthistorikerin und Kuratorin. Seit 2022 ist sie Leiterin des Georg Kolbe Museums in Berlin und sie wurde 2025 zur Kuratorin des Deutschen Pavillons der 61. Biennale di Venezia 2026 berufen.

## Leben
Kathleen Reinhardt studierte Literatur- und Kulturwissenschaften sowie Internationales Management an den Universitäten Bayreuth, Amsterdam und Los Angeles und war Fulbright-Stipendiatin an der University of California, Santa Cruz. Ihre Promotion schloss sie am Fachbereich Kunst Afrikas der Freien Universität Berlin mit einer Arbeit über afroamerikanische Kunst ab.
Reinhardt sammelte früh internationale kuratorische Erfahrungen, u. a. bei der documenta 12, der Peggy Guggenheim Collection in Venedig und am Goethe-Institut in Palermo. Anschließend leitete sie die Studios von Candice Breitz und Petrit Halilaj in Berlin.
Von 2016 bis 2022 war sie Kuratorin und Konservatorin für Gegenwartskunst am Albertinum der Staatlichen Kunstsammlungen Dresden. Seit Dezember 2022 ist sie Leiterin des Georg Kolbe Museums in Berlin, wo sie auf Julia Wallner gefolgt ist.
Neben ihrer kuratorischen Tätigkeit lehrte sie an der Freien Universität Berlin, der Technischen Universität Dresden sowie an der Hochschule für Bildende Künste Braunschweig. Zudem nahm sie an internationalen Weiterbildungsprogrammen teil, etwa am International Curator Course der Gwangju Biennale (2010), der Summer Academy der VAC Foundation in Moskau (2016), Tate Intensive (2017) sowie einem kuratorischen Seminar über post-sozialistische Utopien am MG+MSUM (2018).

## Wirken
Reinhardts kuratorischer Ansatz verbindet Black Studies, dekoloniale visuelle Kulturen und post-sozialistische künstlerische Praktiken weltweit. Sie versteht das Museum als Raum künstlerischer Forschung und gesellschaftlicher Aushandlung und setzt sich für feministische Perspektiven und die kritische Reflexion historischer Narrative ein.
Am Albertinum Dresden initiierte sie bedeutende Sammlungsankäufe und kuratierte eine Reihe vielbeachteter Ausstellungen, darunter Marlene Dumas: Skulls (2017), Slavs and Tatars: Made in Dschermany (2018), Für Ruth, der Himmel in Los Angeles (2018) sowie die Gruppenausstellung 1 Million Rosen für Angela Davis (2021). Letztere befasste sich mit dem DDR-Personenkult um die US-Bürgerrechtlerin Angela Davis.
Von 2019 bis 2024 verantwortete sie das Forschungs- und Ausstellungsprojekt Revolutionary Romances? Transkulturelle Kunstgeschichten in der DDR, das sich mit den kulturellen Beziehungen der DDR zu Ländern des Globalen Südens beschäftigte.
Seit ihrer Ernennung zur Leiterin des Georg Kolbe Museums verfolgt sie einen dezidiert feministischen und diversitätsorientierten Programmansatz. Zu ihren Ausstellungen zählten u. a. Projekte zu Lin May Saeed, Noa Eshkol und Gisèle Vienne, deren Werkschau 2024 von vielen als eine der besten des Jahres gewertet wurde. 2025 eröffnete sie die Jubiläumsausstellung Tea and Dry Biscuits zum 75. Bestehen des Museums.
Im Jahr 2025 wurde sie vom Institut für Auslandsbeziehungen einstimmig zur Kuratorin des Deutschen Pavillons der 61. Biennale di Venezia 2026 ernannt. In ihrer kuratorischen Erklärung betont sie die Rolle der Kunst als Raum für Vision, Begegnung und gesellschaftliche Reflexion und hebt die kritische Auseinandersetzung mit Geschichte und Gesellschaft als Ausgangspunkt ihrer Arbeit hervor.
Neben ihrer kuratorischen Tätigkeit veröffentlicht sie regelmäßig Beiträge in Fachzeitschriften und Ausstellungskatalogen, darunter in Art Margins, African Arts, Contemporary &, mesozfera, Kaleidoscope und The Journal of Urban History.